# Виталий Выговский
Виталий Выговский (до 1634—1694) — священноинок, один из основателей Выгорецкой обители.

## Биография
Происходил из московского боярского рода. Служил царям Михаилу Фёдоровичу и Алексею Михайловичу, участвовал во многих сражениях, был храбрым воином. Во время мора в Москве погибла вся семья Виталия — жена, дети, родственники и слуги. После морового поветрия 1654-1655 годов постригся в иночество и жил в столичных монастырях. Не приняв решений Московского собора  1656 года, бежал в олонецкие пределы, где подвизался в небольших обителях. Когда чернец Виталий жил на реке Свирь, на него напали  разбойники, сожгли его келью и разграбили запасы. Виталий убежал в лес и пошёл к Машозеру, где тогда существовал небольшой монастырь. Там Виталий несколько лет прожил в заброшенных кельях, принадлежавших этому монастырю, терпя голод и холод. Жил подаянием из окрестных сёл и скитов. Даже зимой, в лютый мороз он носил одну латаную рясу из толстого сукна. Виталий часто посещал Троицкую пустынь на реке Суне. Там он жил у инока Кирилла Троицкой Сунарецкой пустыни. В 1680-е годы установил связь с противниками никоновских реформ в Поморье. 
В марте 1687 года Виталий ушёл с Машозера странствовать. По дороге встретил крестьян, рассказавших что сюда идут 500 стрельцов, вооружённых пушками, чтобы расправиться с непокорными староверами. Испугавшись, Виталий спрятался в соломе на гумне и 8 суток просидел без воды и пищи, боясь вылезти. Стояли жестокие холода, и Виталий сильно отморозил ноги. Крестьянин Исаакий нашел чернеца и перенёс к себе в избу. Сообщил о нём старообрядцам из Троицкой пустыни, и те взяли Виталия к себе. У Виталия отвалились отмороженные пальцы на ногах.
В 1692 году Виталий с провожатым пришёл на реку Выг, поселился в скиту инока Корнилия, став его келейником. Лишь два года Виталий и Корнилий прожили вместе, соблюдая строгий иноческий устав. Ели они только мелко порубленную, посоленную и залитую квасом редьку, иногда позволяли себе рыбу.
В 1694 году Виталий заболел и скончался. Перед смертью он оставил свою мантию на память Андрею Денисову, будущему основателю обители. Виталий был погребён в скиту. Через два года рядом с ним упокоился Корнилий.
На месте кельи Корнилия и Виталия позже была основана Выгорецкая обитель.